# Pseudosarus virescens
Pseudosarus virescens är en biart som beskrevs av Ruz 1980. Pseudosarus virescens ingår i släktet Pseudosarus och familjen grävbin. Inga underarter finns listade i Catalogue of Life.